# Lorcaserina
Lorcaserina (APD-356, nome comercial mediante aprovação Belviq, nome comercial esperado durante o desenvolvimento, Lorqess) é um medicamento antiobesidade desenvolvido pela empresa Arena Pharmaceuticals. Tem propriedades serotoninérgicas e age como anorexígeno.
Em 27 de Junho de 2012, o FDA aprovou oficialmente lorcaserin para uso no tratamento de obesidade em adultos com um IMC igual ou maior do que 30 ou adultos com um IMC de 27 ou maior que "ter pelo menos uma condição de saúde relacionada com o peso, tais como pressão arterial alta, diabetes do tipo 2, ou colesterol elevado"".